# Luckas Vander Taelen
Luckas Frans Maria Vander Taelen (Aalst, 21 januari 1958) is een Belgisch acteur, journalist, politicus, reportagemaker en zanger. Als opiniemaker schrijft hij colums voor De Standaard, VRT NWS, Doorbraak en De Tijd en interviewt voor A la Carte op BRUZZ (televisiezender).

## Biografie
Van opleiding is hij historicus. Hij werd in 1982 bekend als zanger van de newwaveband Lavvi Ebbel.
Vervolgens werkte hij tot 1999 als journalist en reportagemaker. Gedurende drie jaar was hij medewerker van het RTBF-programma "Strip-Tease". Voor VTM maakte hij "De Laatste Getuigen", een film in vijf delen over de Duitse concentratiekampen.
Van 1999 tot 2002 was hij Europees Parlementslid voor het toenmalige Agalev en zetelde van 1999 tot 2000 ook in de gemeenteraad van Elsene. Van 2002 tot 2005 was hij intendant van het Vlaams Audiovisueel Fonds en werd ook docent aan de Brusselse filmschool RITCS en de Erasmushogeschool Brussel. Van december 2006 tot juni 2009 was Vander Taelen schepen voor Groen! in Vorst.
Bij de rechtstreekse Vlaamse verkiezingen van 7 juni 2009 werd hij verkozen in de kieskring Brussel-Hoofdstad tot volksvertegenwoordiger. Tussen midden juli 2009 en midden juli 2010 werd hij door het Vlaams Parlement aangewezen als gemeenschapssenator. In 2014 besloot hij geen zitje meer te ambiëren en duwde hij de Vlaamse lijst van Groen in Brussel.
Vander Taelen schreef in 26 mei 2007 het boek "Waar ben je nu?" In dit werk behandelt de auteur belangrijke thema's, waaronder euthanasie en palliatieve zorg in de Belgische context. Het boek biedt inzicht in de complexe kwesties die gepaard gaan met het einde van het leven.
Hij is ook actief als acteur. Vander Taelen speelde vanaf begin 2013 zijn vierde monoloog, "Abajoot", die hij in het Aalsters en het Nederlands bracht. Sinds oktober 2013 toert Vander Taelen opnieuw met zijn band Lavvi Ebbel, die in de originele bezetting besloot opnieuw op te treden. 2015 werd hij voorzitter van het Louis Paul Boongenootschap. In september 2020 werd hij host van het BRUZZ' praatprogramma "A la Carte".

## Erkenning
- Eind 2014: ridder in de Leopoldsorde.[5]
- 2017: Gulden Spoor voor maatschappelijke uitstraling van de beweging Vlaanderen-Europa.

- Gemeinsame Normdatei: 1012825949
- International Standard Name Identifier: 0000 0001 2025 9149
- Library of Congress Control Number: n93108588
- MusicBrainz: c209fbbc-a992-47e2-9fff-3c50eaf18c44
- Nederlandse Thesaurus van Auteursnamen: 102557314
- Virtual International Authority File: 53368972
- WorldCat: E39PBJmxXHTHGCD7w7pwphPhHC